# 宮本常一
宮本 常一（みやもと つねいち、1907年8月1日 - 1981年1月30日）は、日本の民俗学者・農村指導者・社会教育家。

## 経歴
山口県屋代島（周防大島）生まれ。大阪府立天王寺師範学校（現大阪教育大学）専攻科卒業。
学生時代に柳田國男の研究に関心を示し、その後渋沢敬三に見込まれて食客となり、本格的に民俗学の研究を行うようになった。
1930年代から1981年に亡くなるまで、生涯に渡り日本各地をフィールドワークし続け（1200軒以上の民家に宿泊したと言われる）、膨大な記録を残した。
宮本の民俗学は、非常に幅が広く後年は観光学研究のさきがけとしても活躍した。民俗学の分野では特に生活用具や技術に関心を寄せ、民具学という新たな領域を築いた。
宮本が所属したアチックミューゼアムは、後に日本常民文化研究所となり、神奈川大学に吸収され網野善彦らの活動の場となった。

## 学風
宮本の学問はもとより民俗学の枠に収まるものではないが、民俗学研究者としては漂泊民や被差別民、性などの問題を重視したため、柳田國男の学閥からは無視・冷遇された。
20世紀末になって再評価の機運が高まった。益田勝実は宮本を評し、柳田民俗学が個や物や地域性を出発点にしつつもそれらを捨象して日本全体に普遍化しようとする傾向が強かったのに対し、宮本は自身も柳田民俗学から出発しつつも、渋沢から学んだ民具という視点、文献史学の方法論を取り入れることで、柳田民俗学を乗り越えようとしたと位置づけている。
宮本が残した調査記録の相当部分は別集も含め、長年にわたり刊行した『宮本常一著作集』（未來社）で把握できるが、未収録の記録も少なくない。

## 年譜
- 1907年（明治40年） - 山口県周防大島東和町の農家に生まれる[2]。生家は善根宿でもあった。
- 1922年（大正11年） - 地元の小学校を卒業後、家を継いで農家となる[2]。
- 1923年（大正12年） - 父の勧めで大阪の叔父の世話になり大阪逓信講習所に入所[2]。
- 1924年（大正13年） - 大阪逓信講習所卒業、4月高麗橋郵便局に勤務[3]。
- 1926年（大正15年） - 大阪府立天王寺師範学校第二部入学[3]。
- 1927年（昭和2年） - 大阪府立天王寺師範学校卒業、泉南郡有真香村修斉尋常小学校（現・岸和田市立修斉小学校）に赴任する[4]。
- 1928年（昭和3年） - 大阪府立天王寺師範学校専攻科入学[4]。
- 1929年（昭和4年） - 大阪府立天王寺師範学校専攻科卒業、泉南郡田尻尋常小学校（現・田尻町立小学校）に赴任[5]。
- 1930年（昭和5年） - 肺結核により休職、周防大島で療養[5]。療養中に『旅と伝説』に論文などを投稿するようになり、それらが柳田國男の目にとまり書翰を送られる[5]。
- 1932年（昭和7年） - 泉北郡北池田尋常高等小学校 （現・和泉市立北池田小学校）に復職[6]。
- 1933年（昭和8年） - 小谷方明らとガリ版雑誌「口承文学」を出版[6]。1936年まで12号を出す[7]。また私家版の歌集『歌集 樹蔭』を出す[8]。
- 1934年（昭和9年） - 泉北郡養徳小学校尋常小学校に転任[8]。この年、柳田國男と会う。小谷方明の世話で大阪民俗談話会（のちの近畿民俗学会）を開く。
- 1935年（昭和10年） - 室戸台風のため養徳小学校が廃校となり、泉北郡取石尋常小学校（現・高石市立取石小学校）に転任[9]。この年、大阪民俗談話会で渋沢敬三と出会う[9]。柳田國男還暦記念講習会に出席[9]。講習会中、渋沢のアチック・ミューゼアムを見学[9]。
- 1936年（昭和11年） - 國學院大学院友会館での民俗学講習会に参加[10]。民間伝承の会の山村生活の研究で奈良県吉野郡天川村の山村調査をおこなう[10]。
- 1937年（昭和12年） - 福井県石徹白村の調査をおこなう[10]。「アチック・ミューゼアム」の瀬戸内海巡航に参加し東瀬戸内海の島々を周る[10]。
- 1939年（昭和14年） - 教員を退職し、渋沢の勧めで「アチック・ミューゼアム」に入る[11]。以後本格的な民俗調査に没頭。中国山地民俗調査[11]。
- 1940年（昭和15年） - 南九州民俗調査[12]。東北オシラサマ(イタコ)調査[12]。
- 1941年（昭和16年） - 土佐源氏調査。淡路沼島調査[12]。津軽川倉・小泊オシラサマ調査[12]。
- 1942年（昭和17年） - 釣針調査（兵庫県）[13]。
- 1943年（昭和18年） - 戦争の激化のため調査旅行は控えるようになる。
- 1944年（昭和19年） - 奈良県立郡山中学校教諭嘱託となる[14]。
- 1945年（昭和20年） - 大阪府嘱託農業技術指導員に就任。堺市への空襲で戦前からの取材ノート、写真など膨大な資料を失う[15]。
- 1946年（昭和21年） - 社団法人新自治協会中央理事に就任。
- 1948年（昭和23年） - 大阪府農地部農業組合課嘱託となり、農地解放、開拓地の農業指導、農業協同組合の育成にあたる[16]。
- 1949年（昭和24年） - 徳島県でリンパ腺化膿のため危篤となるがペニシリンを投与され一命をとりとめる[17]。農林省水産資料保存委員会調査員を嘱託せられ、主として瀬戸内海漁村の調査にあたる[17]。民俗学会評議員になる[17]。
- 1950年（昭和25年） - 民族学会評議員になる[17]。八学会連合の対馬調査に参加し、主として漁業調査を行う。壱岐も調査する[18]。
- 1951年（昭和26年） - 九学会連合対馬調査[18]。能登・時国家調査[18]。山階芳正らと島嶼社会研究会に入る[18]。
- 1952年（昭和27年） - 五島列島調査[18]。九学会連合能登調査に参加[19]。離島振興法の制定に尽力する。
- 1953年（昭和28年） - 肺結核が再発し入院する[19]。離島振興法成立[19]。
- 1954年（昭和29年） - 全国離島振興協議会の初代事務局長に就任[19]。林業金融調査会設立[19]。
- 1956年（昭和31年） - 名古屋大学人間関係綜合研究団の文化人類学・民族学班に特別協力者として参加し、愛知県名倉村・佐久島調査[20]。
- 1957年（昭和32年） - 『風土記日本』（平凡社）刊行開始[20]。文化庁文化財保護委員会調査委員を1958年3月までつとめる[20]。
- 1958年（昭和33年） - 広島県文化財保護委員会専門委員となる[21]。木下順二らと雑誌『民話』を創刊[22]。
- 1959年（昭和34年） - 佐渡調査[22]。佐渡の歴史的遺産による村おこしを提唱、その後の古民具博物館立ち上げを支援。平凡社から『日本残酷物語』刊行開始（1961年完結）。編集及び執筆において、メイン・メンバーとして参加[22]。
- 1960年（昭和35年） - 山口県見島調査。『忘れられた日本人』を刊行し[23]一躍脚光を浴びる。
- 1961年（昭和36年） - 論文「瀬戸内海の研究―島嶼の開発とその社会形成‐海人の定住を中心に」の研究と、長年のフィールドワークの業績により、東洋大学より文学博士号を授与[24]。『日本の離島』で第9回日本エッセイスト・クラブ賞[25]。
- 1962年（昭和37年） - 東京水産大学水産学部講師就任。
- 1963年（昭和38年） - 九学会連合下北半島調査に参加[26]。長谷川龍生らと日本発見の会をつくり雑誌『日本発見』を創刊[27]。
- 1964年（昭和39年） - 武蔵野美術大学非常勤教授就任[27]。日本塩業研究会会長となる[27]。
- 1965年（昭和40年） - 武蔵野美術大学教授就任[28]。近畿日本ツーリスト副社長の馬場勇の要請で日本観光文化研究所をつくることになり近畿日本ツーリスト提供の「日本の詩情」の企画・監修にあたる[28]。長野県奈川・安曇調査。『にっぽんのやど』発行。この頃から宮本企画・監修のテレビドキュメント『日本の詩情』（日経映画社）の制作が始まる。
- 1966年（昭和41年） - 近畿日本ツーリストの出資により、日本観光文化研究所（現・旅の文化研究所）を開設[29]。初代所長に就任し、後進の育成にあたる。武蔵野美術大学に生活文化研究会をつくり、学生と共に共同調査をおこなう[29]。
- 1967年（昭和42年） - 東京都府中市文化財専門委員会議長を1979年3月までつとめる[29]。雑誌「あるくみるきく」創刊[30]。早稲田大学理工学部講師就任[30]。結核が再発し入院[30]。
- 1968年（昭和43年） - 広島県家船調査[30]。
- 1969年（昭和44年） - 「佐渡の國鬼太鼓座」結成に関わる[31]。
- 1970年（昭和45年） - 武蔵野美術大学調査団団長として横浜市緑区霧ヶ丘遺跡の発掘[32]。新潟県山古志村調査。
- 1971年（昭和46年） - 山口県文化財保護委員会専門委員就任[33]。
- 1972年（昭和47年） - 『広島県史民俗篇』のための調査[33]。岡山大学法文学部講師[34]。日本生活学会理事[34]。
- 1973年（昭和48年） - 農林省生活改善資料収集委員会委員、NHK放送文化財ライブラリー諮問委員会委員、日本文化研究所理事[34]。
- 1974年（昭和49年） - 『三原市史民俗篇』の調査[35]。南佐渡調査[35]。
- 1975年（昭和50年） - 東アフリカ調査[36]。初の国外調査となった[36]。日本民具学会を設立し幹事となる[36]。
- 1977年（昭和52年） - 武蔵野美大定年退職[37]。武蔵野美大より名誉教授の称号を授与[37]。「周防猿まわしの会」設立。今和次郎賞受賞[37]。日本の海女の系譜調査のため済州島を調査[37]。
- 1978年（昭和53年） - 今西錦司、四手井綱英、河合雅雄、広瀬鎮、江原昭善、岩本光雄、村﨑修二、姫田忠義らと猿の教育研究グループを結成[38]。
- 1979年（昭和54年） - 国土審議会離島振興対策特別委員会委員、委員長代理[39]。台湾調査。
- 1980年（昭和55年） - 故郷の周防大島に「周防大島郷土大学」を設立[39]。志摩阿児町に志摩民俗資料館を設立[39]。都立府中病院に入院、大晦日に退院[40]。
- 1981年（昭和56年） - 再度入院し、1月30日胃癌のため東京都府中市にて死去、73歳[40]。勲三等瑞宝章受章。
- 1986年（昭和61年） - 最初の山口県東和町名誉町民の称号を追贈[41]。

## 記念館
宮本常一記念館は2004年（平成16年）に周防大島文化交流センター内の施設として開設された。その後、2015年（平成27年）に周防大島文化交流センターの愛称そのものを「宮本常一記念館」とすることが決定された。2024年（令和6年）12月7日にリニューアルオープンした。

## 著書

### 著作集
- 『宮本常一著作集』（全50巻[45]、田村善次郎ほか編・解説、未來社、1967年 - 2008年）
  - 『宮本常一著作集 51　私の学んだ人』（未來社、2012年）。以後は第2期
  - 『著作集 52　周防大島民俗誌 続篇』（2021年）。続刊予定（巻数未定）
- 『私の日本地図：宮本常一著作集別集』（全15巻、香月洋一郎編、未來社、2008年3月 - 2016年10月）
  - 元版『私の日本地図』（全15巻、同友館、1967年 - 1976年）。写真解説
- 『農漁村採訪録』（14巻まで刊、田村善次郎ほか監修・校閲、周防大島文化交流センター、のち宮本常一記念館、2005年3月 - 2019年3月）
- 『宮本常一離島論集』（全5巻＋別巻、森本孝編、全国離島振興協議会・日本離島センター・周防大島文化交流センター監修、みずのわ出版、2009年10月 - 2013年6月）
- 『宮本常一講演選集』（全8巻、田村善次郎編、農山漁村文化協会、2013年9月 - 2014年11月）

### 単著
- 『歌集 樹蔭』（私家版、1933年11月）
- 『周防大島を中心としたる海の生活誌』（アチック・ミューゼアム、1936年2月）
- 『民間暦』（六人社「民俗選書」、1942年／講談社学術文庫、1985年）
- 『村里を行く』（三国書房「女性叢書」、1943年／未來社、1961年）
- 『家郷の訓』（三国書房「女性叢書」、1943年／岩波文庫、1984年）
- 『萩の花』（私家版、1946年10月）
- 『愛情は子供と共に』（馬場書店、1948年）
- 『丸木先生の多収穫育苗法』（新自治協会、1948年）
- 『村の社会科』（昭和書院、1948年）
- 『越前石徹白民俗誌』（三省堂出版「全国民俗誌叢書」、1949年）
- 『ふるさとの生活』（朝日新聞社、1950年／講談社学術文庫、1986年）
- 『村の生活とコンミュニティスクール』（長吉小中学校PTA、1950年）
- 『日本の村：中学生全集』（筑摩書房、1953年）
- 『海をひらいた人びと：小学生全集』（筑摩書房、1955年）
  - 『日本の村・海をひらいた人びと』（ちくま文庫、1995年）
- 『緒方青木一族・安下浦夜話』（大島民報社、1955年）
- 『民俗学への道』（岩崎書店「民俗民芸双書」、1955年）
- 『中国風土記』（広島農村人文協会、1958年）
- 『忘れられた日本人』（未來社、1960年／岩波文庫、1984年、ワイド版1995年）
- 『日本の離島：第1・2集』（未來社、1960年 - 1966年）
- 『庶民の発見』（未來社、1961年／講談社学術文庫、1987年）
- 『都市の祭と民俗』（慶友社、1961年）
- 『母の記』（私家版、1962年3月）

日本民衆史（未來社）
- 『開拓の歴史』（日本民衆史 1、1963年）
- 『山に生きる人びと』（日本民衆史 2、1964年／河出文庫、2011年11月）
- 『海に生きる人びと』（日本民衆史 3、1964年／河出文庫、2015年7月）
- 『村のなりたち』（日本民衆史 4、1966年）
- 『町のなりたち』（日本民衆史 5、1968年）
- 『生業の歴史』（日本民衆史 6、1993年）、田村善次郎あとがき
- 『甘藷の歴史』（日本民衆史 7、1962年）
- 『松浦文化経済史』（長崎県、1962年）
- 『民衆の知恵を訪ねて』（未來社、1963年）
- 『村の若者たち』（家の光協会「レインボウブックス」、1963年）
- 『離島の旅』（人物往来社、1964年）
- 『民俗のふるさと』（河出書房新社（日本の民俗 1）、1964年／河出文庫、2012年3月）
- 『瀬戸内海の研究：第1』（未來社、1965年）
  - 『瀬戸内海の研究：島嶼の開発とその社会形成、海人の定住を中心に』（未來社、1992年）
- 『生業の推移』（河出書房新社（日本の民俗 3）、1965年）
  - 『生きていく民俗：生業の推移』（河出文庫、2012年）
- 『辺境を歩いた人々』（さ・え・ら書房：伝記ライブラリー、1966年／河出書房新社、2005年12月／河出文庫、2018年6月）
- 『南の島を開拓した人々』（さ・え・ら書房：伝記ライブラリー、1968年／河出書房新社、2006年1月）
- 『大隅半島民俗採訪録』（慶友社「常民文化叢書」、1968年）- ※以降は主に「著作集」で刊
- 『民俗学の旅』（文藝春秋、1978年12月／講談社学術文庫、1993年／「人間の記録」日本図書センター、2000年）- 回想記
- 『民具学の提唱』（未來社〈民族文化双書 1〉、1979年9月、新版1999年）
- 『野田泉光院』（未來社〈旅人たちの歴史 1〉、1980年3月、新版2009年）
- 『菅江真澄』（未來社〈旅人たちの歴史 2〉、1980年10月、新版2005年）
- 『生命のゆらめき 歌集』（現代創造社、1981年1月）
- 『絵巻物に見る日本庶民生活誌』（中公新書、1981年3月）- 遺著、図版解説
- 『日本文化の形成』（そしえて、1981年12月／ちくま学芸文庫 全3巻、1994年4月／講談社学術文庫、2005年7月）
- 『古川古松軒／イザベラ・バード』（未來社〈旅人たちの歴史 3〉、1984年10月、新版2008年）  
  - 『イザベラ・バードの『日本奥地紀行』を読む』（平凡社ライブラリー、2002年）
  - 『イザベラ・バードの旅 『日本奥地紀行』を読む』（講談社学術文庫、2014年）
- 『塩の道』（講談社学術文庫、1985年3月）- 元版は下記『日本の海洋民』の第2章より
- 『宮本常一　ちくま日本文学全集053』（筑摩書房、1993年／ちくま文庫〈ちくま日本文学022〉、2008年）
- 『空からの民俗学』（岩波現代文庫、2001年）
- 『女の民俗誌』（岩波現代文庫、2001年）
- 『宮本常一、アフリカとアジアを歩く』（岩波現代文庫、2001年）
- 『炉辺夜話：日本人のくらしと文化』（河出書房新社、2005年5月／河出文庫、2013年8月）
- 『日本人の住まい：生きる場のかたちとその変遷』（田村善次郎編、農山漁村文化協会〈百の知恵双書〉、2007年3月）
- 『宮本常一　伝書鳩のように』（平凡社、2019年6月）- 選書での入門書

各・八坂書房（田村善次郎編・解説）　
- 『和泉の国の青春』（2010年5月）
- 『宮本常一旅の手帖：村里の風物』（2010年10月）
- 『宮本常一旅の手帖：ふるさとの栞』（2011年1月）
- 『宮本常一旅の手帖：庶民の世界』（2011年2月）
- 『歳時習俗事典』（2011年8月）
- 『宮本常一旅の手帖：愛しき島々』（2011年10月）
- 『聞書 忘れえぬ歳月 東日本編』（2012年1月）
- 『聞書 忘れえぬ歳月 西日本編』（2012年1月）
- 『飢餓からの脱出：生業の発展と分化』（2012年8月）
- 『日本の年中行事』（2012年12月）
- 『山と日本人』（2013年5月）
- 『宮本常一短編集：見聞巷談』（2013年11月）
- 『宮本常一の本棚』（2014年3月）
- 『口承文学論集』（2014年11月）
- 『宮本常一座談録：生活と文化』（2015年3月）
- 『忘れられた子どもたち』（2015年11月）
- 『日本の人生行事　人の一生と通過儀礼』（2016年7月）
- 『日本の葬儀と墓　最期の人生行事』（2017年3月、新版2024年）
- 『瀬戸内文化誌』（2018年1月）

みずのわ出版「宮本常一ふるさと選書」宮本常一記念館編
- 『古老の人生を聞く』（2021年4月）。青少年向け
- 『ふるさとを憶う』（2022年5月）

### 共編著
- （内田武志 共編訳）『菅江真澄遊覧記』全5巻（平凡社東洋文庫、1965‐1968年、ワイド版2004年／平凡社ライブラリー、2000年）
- （財前司一）『日本の民俗 35　山口』（第一法規出版、1974年）
- （川添登）『日本の海洋民』（未來社、1974年、新版2008年）
- 『広島県史 民俗編』（広島県、1978年）。編者代表
- （大野晋ほか）『東日本と西日本』（日本エディタースクール出版、1981年／洋泉社MC新書、2006年）
- （岡本定）『東和町誌』（東和町、1982年）
- 『宮本常一著作集 別集1　とろし 大阪府泉北郡取石村生活誌』（未來社、1982年）。戦前刊の郷土誌
- 『宮本常一著作集 別集2　民話とことわざ』（未來社、1983年）。座談討論での民話論
- 対談集『日本人を考える：歴史・民俗・文化』（河出書房新社、2006年3月）
- 対談集『旅の民俗学』（河出書房新社、2006年8月）
- 対談集『なつかしい話：歴史と風土の民俗学』（河出書房新社、2007年9月）
- （安渓遊地解説）『調査されるという迷惑－フィールドに出る前に読んでおく本』（みずのわ出版、2008年、増補版2024年）
- （田村善次郎・香月節子共編）『ダムに沈んだ村の民具と生活：広島県高田郡八千代町土師』（八坂書房、2011年7月）

### 編著
- 『河内国滝畑左近熊太翁旧事談』（アチック・ミューゼアム、1937年）
- 『出雲八束郡片句浦民俗聞事』（アチック・ミューゼアム、1942年）
- 『吉野西奥民俗採訪録』（アチック・ミューゼアム、1942年）
- 『屋久島民族誌』（日本常民文化研究所、1943年）
- 『周防大島昔話集』（山口大島文化研究連盟、1956年／瀬戸内物産出版部、1985年／河出文庫、2012年）
- 『日本人の子供達　写真でみる日本人の生活全集』（岩崎書店、1957年）
- 『僻地の旅』（修道社、1961年）
- 『秘境』（有紀書房、1961年）
- 『島』（有紀書房、1961年）
- 『日本の海女』（東京中日新聞社、1962年）。解説、中村由信写真
- 『日本の宿』（社会思想社〈現代教養文庫〉、1965年／八坂書房（旅の民俗と歴史 1）、1987年、新編2006年）
- 『大名の旅　本陣を訪ねて』（社会思想社〈現代教養文庫〉、1968年／八坂書房（旅の民俗と歴史 2）、1987年）
- 『旅の発見 日本文化を考える』（社会思想社〈現代教養文庫〉、1969年／八坂書房（旅の民俗と歴史 3）、1987年）
- 『庶民の旅』（社会思想社〈現代教養文庫〉、1970年／八坂書房（旅の民俗と歴史 4）、1987年、新編2006年）
- 『伊勢参宮』（社会思想社〈現代教養文庫〉、1971年／八坂書房（旅の民俗と歴史 5）、1987年、増訂版2013年3月）
- 『旅の民俗：のりものとはきもの』（社会思想社〈現代教養文庫〉、1972年／八坂書房（旅の民俗と歴史 6）、1987年）
- 『海と日本人』（八坂書房、1973年／八坂書房（旅の民俗と歴史 7）、1987年）
- 『山の道』（八坂書房、1974年／八坂書房（旅の民俗と歴史 8）、1987年、新編2006年、2024年10月）
- 『川の道』（八坂書房、1975年／八坂書房（旅の民俗と歴史 9）、1987年、新編2009年）
- 『海の道』（八坂書房、1977年／八坂書房（旅の民俗と歴史 10）、1987年）
- 『渋沢敬三：民俗学の組織者』（講談社〈日本民俗文化大系 3〉、1978年6月）。責任編集

### 主な調査報告
- 『泉佐野に於ける産業の発展過程の概要』（泉佐野市、1951年）
- 『岡山県円城村：国有林地元利用状況実態調査報告』（林野庁調査課、1953年）
- 『島根県日原村：林業金融調査報告』（林業金融調査会、1955年）
- 『宮城県栗駒村：山村経済実態調査報告』（林野庁調査課、1956年）
- 『秋田県上小阿仁村：山村経済実態調査報告』（林野庁調査課、1956年）
- 『広島県大朝町：林業金融木曽調査報告』（林業金融調査会、1956年）
- 『林道：林業金融基礎調査報告』（林業金融調査会、1957年）
- 『愛知県名倉村：林業金融基礎調査報告』（林業金融調査会、1957年）
- 『離島振興実態調査報告書　愛媛・広島・山口』（全国離島振興協議会、1960年）、編者
- 『山村の地域文化保存について』（山村振興調査会、1970年）、編者
- 『宮本常一林道行政論集：民俗学の巨人 林道への遺産』（日本林道協会、2002年）、復刻・解説

### 監修ほか
- 『日本残酷物語〈全5巻〉』（平凡社、1959年／平凡社ライブラリー、1995年）。監修
- 『日本の名産事典』（東洋経済新報社、1977年）。遠藤元男・児玉幸多と編者代表
  - 復刻版『全国名産大事典』（日本図書センター、2010年）
- 『探訪日本の古寺〈全15巻〉』（小学館、1981年）。監修
- 『早川孝太郎全集〈全12巻〉』（未來社、1973年 - 2003年）。没後は宮田登・須藤功が編集
- 『日本庶民生活史料集成』（三一書房）。編集委員
- 『菅江真澄全集〈全12巻・別巻〉』（未來社、1971年 - 1981年）。内田武志と編集、別巻は『菅江真澄研究』

### 写真集ほか
- 『宮本常一 写真・日記集成』（上・下＋別巻、毎日新聞社、2005年）
- 『宮本常一日記 青春編』（田村善次郎編、毎日新聞社、2012年6月）。CD‐ROM付き
- 『宮本常一写真図録』（全3巻、周防大島文化交流センターほか編著、森本孝ほか監修、みずのわ出版、2007年 - 2011年）
- 『宮本常一が撮った昭和の情景』（上・下、毎日新聞社、2009年6月）
- 『宮本常一とあるいた昭和の日本』（全25巻、田村善次郎・宮本千晴監修、須藤功・森本孝ほか編、農山漁村文化協会、2010年 - 2012年）
- 『景観写真論ノート：宮本常一のアルバムから』（香月洋一郎編著、筑摩書房、2013年）
- 『宮本常一文庫目録・書籍Ⅰ』（周防大島文化交流センター・高永茂編、広島大学地域連携センター、2009年）

## DVD・ビデオ
- 『学問と情熱 第15巻 宮本常一 民衆の知恵を訪ねて』 紀伊國屋書店評伝シリーズ（47分）
田村善次郎・宮本千晴監修、ナレーター木内みどり。DVD：2008年8月

## 関連文献
- 『宮本常一「忘れられた日本人」を訪ねて』（平凡社<別冊太陽 日本のこころ>、2007年）- 図版解説
- 『宮本常一と写真』（平凡社<コロナ・ブックス>、2014年）- 図版入門、石川直樹・須藤功・畑中章宏・赤城耕一が寄稿
- 網野善彦『宮本常一『忘れられた日本人』を読む』（岩波書店〈岩波セミナーブックス〉、2003年／岩波現代文庫、2013年）
- 佐野眞一『旅する巨人：宮本常一と渋沢敬三』（文藝春秋、1996年／文春文庫、2009年）- 第28回大宅壮一ノンフィクション賞
  - 佐野眞一『宮本常一が見た日本』（日本放送出版協会、2001年／ちくま文庫、2010年）- 続編でNHK番組「NHK人間講座」が元
  - 佐野眞一『宮本常一の写真に読む失われた昭和』（平凡社、2004年／平凡社ライブラリー、2013年）- 宮本が撮った写真約200枚を読み解く
- 『宮本常一のメッセージ：周防大島郷土大学講義録』（みずのわ出版、2007年）

佐野眞一・藤本淨彦・碓井巧・小泉凡・立松和平
- 『宮本常一：旅する民俗学者』（佐野眞一責任編集、河出書房新社〈KAWADE道の手帖〉、2005年、増補版2013年、新版2024年）
- 畑中章宏『宮本常一：歴史は庶民がつくる』（講談社現代新書「現代新書100：今を生きる思想」、2023年）
- 若林恵・畑中章宏対談『『忘れられた日本人』をひらく：宮本常一と「世間」のデモクラシー』（黒鳥社、2023年）
- 中澤さかな『宮本常一が見た萩：旅する民俗学者』（萩ものがたり、2008年）- 案内冊子

※以下は入門書以外
- 宮本常一追悼文集編集委員会編『宮本常一 同時代の証言（正・続）』（日本観光文化研究所、1981年／復刻版：マツノ書店、2004年）
- 須藤功『宮本常一：人間の生涯は発見の歴史であるべし』（ミネルヴァ書房〈ミネルヴァ日本評伝選〉、2022年）
- 『写真でつづる宮本常一』（須藤功編、未來社、2005年）
- 『宮本常一コレクションガイド』（宮本常一記念館編、森本孝監修、みずのわ出版、2017年）
- 佐野眞一『宮本常一のまなざし』（みずのわ出版、2003年）- 主に講演録
- 佐田尾信作『宮本常一という世界』（みずのわ出版、2004年）
- 佐田尾信作『風の人：宮本常一』（みずのわ出版、2008年）
- 田中慎二・荒木肇＝写真、佐田尾信作＝文『宮本常一 旅の原景』（みずのわ出版、2005年）
- 『旅する巨人宮本常一：にっぽんの記憶』（みずのわ出版、2006年）

読売新聞西部本社編、全国離島振興協議会・日本離島センター・屋代島（周防大島）文化交流センター監修
- 長浜功『彷徨のまなざし：宮本常一の旅と学問』（明石書店、1995年）
- 長浜功『日本民衆の文化と実像：宮本常一の世界』（明石書店、1995年）
- 毛利甚八『宮本常一を歩く：日本の辺境を旅する（上・下）』（小学館、1998年）
- さなだゆきたか『宮本常一の伝説』（阿吽社、2002年）
- 岩田重則『宮本常一：逸脱の民俗学者』（河出書房新社、2013年、新版2024年）
- 岩田重則『日本人のわすれもの：宮本常一『忘れられた日本人』を読み直す』（現代書館「いま読む！名著」、2014年）
- 木村哲也『『忘れられた日本人』の舞台を旅する』（河出書房新社、2006年／河出文庫、2024年）
  - 『宮本常一を旅する』（河出書房新社、2018年）- 改訂新版
- 斎藤卓志『世間師・宮本常一の仕事』（春風社、2008年）
- 小松正之『宮本常一とクジラ』（雄山閣、2009年）
- 長岡秀世『知行合一の旅人：宮本常一 その済民思想の伏流水』（梓書院、2011年）
- 坂野徹『フィールドワークの戦後史：宮本常一と九学会連合』（吉川弘文館、2012年）
- 福田晴子『宮本常一の旅学　観文研の旅人たち』（宮本千晴監修、八坂書房、2022年）
- 門田岳久『宮本常一〈抵抗〉の民俗学　地方からの叛逆』（慶應義塾大学出版会、2023年）
- 山古志村写真製作委員会編著『ふるさと山古志に生きる：村の財産を生かす宮本常一の提案』（農山漁村文化協会、2007年）
  - 『写真集 山古志村：宮本常一と見た昭和46（1971）年の暮らし』（須藤功解説、同上、2005年）

## 出演
- わたしの自叙伝「宮本常一〜民俗学との出会い〜」（1979年6月14日、NHK）[46]